# Pałac w Starym Jaworowie
Pałac w Starym Jaworowie – zabytkowy pałac wybudowany w 1799 r. w Starym Jaworowie – wsi w Polsce, w województwie dolnośląskim, w powiecie świdnickim, w gminie Jaworzyna Śląska.

## Opis
Dwupiętrowy pałac, wybudowany na planie prostokąta, kryty dachem dwuspadowym. Od frontu ryzalit zaznaczony dwoma fryzami, które przechodzą przy dachu w wieżyczki. Na ścianie bocznej, po prawej stronie od wejścia, sześcioboczna wieża, wychodząca ponad kalenicę dachu. 